# Żytno (gmina)

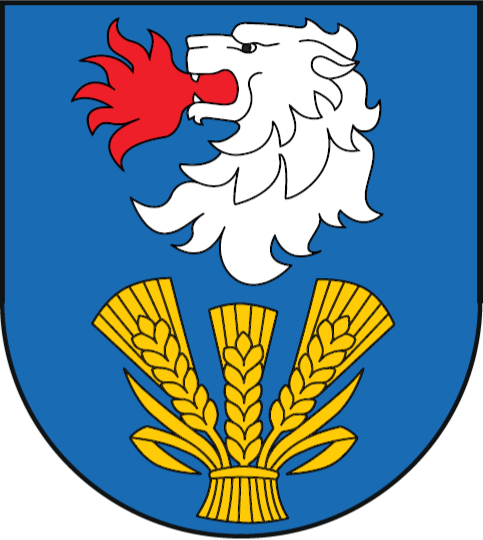

Żytno est une gmina rurale du powiat de Radomsko, Łódź, dans le centre de la Pologne. Son siège est le village de Żytno, qui se situe environ 20 km au sud-est de Radomsko et 96 km au sud de la capitale régionale Łódź.
La gmina couvre une superficie de 197,54 km2 pour une population de 5 716 habitants.

## Géographie
La gmina inclut les villages de Barycz, Borzykowa, Borzykówka, Brzeziny, Budzów, Bugaj, Ciężkowiczki, Czarny Las, Czech, Czechowiec, Ewina, Ferdynandów, Folwark, Fryszerka, Grodzisko, Ignaców, Jacków, Jatno, Kąty, Kępa, Kolonia Czechowiec, Kozie Pole, Łazów, Magdalenki, Mała Wieś, Maluszyn, Mosty, Nurek, Pągów, Pierzaki, Pławidła, Polichno, Pukarzów, Rędziny, Rędziny-Kolonia, Rogaczówek, Sady, Sekursko, Silnica, Silniczka, Sowin, Sudzin, Sudzinek, Turznia, Wymysłów, Załawie et Żytno.
La gmina borde les gminy de Dąbrowa Zielona, Gidle, Kluczewsko, Kobiele Wielkie, Koniecpol, Wielgomłyny et Włoszczowa.